# Adenocarpus
Adenocarpus é um género botânico pertencente à família Fabaceae.
Compreende 48 espécies descritas, das quais só 16 são aceites (ver secção "Espécies", abaixo).

## Taxonomia
O género foi descrito por Augustin Pyrame de Candolle e publicado em Flore Française. Troisième Édition 5: 549. 1815.

## Etimologia
adenocarpus: nome genérico que deriva da língua grega aden, que significa "glândula" e karpos, que significa "fruto", fazendo referência a uma característica dos legumes destas plantas.

## Espécies
- Adenocarpus anagyrifolius Coss. & Balansa
- Adenocarpus artemisiifolius Jahand. & al.
- Adenocarpus bacquei Batt. & Pit.
- Adenocarpus battandieri (Maire) Talavera
- Adenocarpus boudyi Batt. & Maire
- Adenocarpus cincinnatus (Ball) Maire
- Adenocarpus complicatus (L.) Gay
- Adenocarpus decorticans Boiss.
- Adenocarpus faurei Maire
- Adenocarpus foliolosus (Aiton) DC.
- Adenocarpus hispanicus (Lam.) DC.
- Adenocarpus mannii (Hook.f.) Hook.f.
- Adenocarpus ombriosus Ceballo & Ortuno
- Adenocarpus telonensis (Loisel.) DC.
- Adenocarpus umbellatus Batt.
- Adenocarpus viscosus (Willd.) Webb & Berthel.

### Em Portugal
Segundo a Flora Digital de Portugal tem registadas a ocorrência das seguintes espécies:
- Adenocarpus complicatus
- Adenocarpus telonensis
- Adenocarpus lainzii
- Adenocarpus anisochilus
- Adenocarpus argyrophyllus - codeço-alto

A obra Flora iberica regista 10 espécies e 3 híbridos neste género, na Península Ibérica.